# Маккормак, Патти
Патриша «Патти» Маккормак (англ. Patricia «Patty» McCormack, род. 21 августа 1945), при рождении Патриша Эллен Руссо (англ. Patricia Ellen Russo) — американская актриса, номинантка на премию «Оскар» в 1956 году.

## Биография
Патриша родилась в Бруклине 21 августа 1945 года в семье пожарного Фрэнка Руссо и профессиональной конькобежки на роликах Элизабет Руссо (урождённой Маккормак). В возрасте четырёх лет она стала сниматься для модных журналов в качестве модели, а спустя три года дебютировала на телевидении. Её кинодебют состоялся в 1951 году в фильме «Жених возвращается», где она появилась в небольшой роли сироты.
В 1953 году Патти Маккормак дебютировала на Бродвее в постановке «Пробный камень», а через год сыграла одну из наиболее известных её ролей, Роду Пенмарк, в пьесе «Плохое потомство». В 1956 году актриса снялась в экранизации этой пьесы и в 11 лет была номинирована на «Оскар» за лучшую женскую роль второго плана.
В 1959 году у Патти Маккормак было собственное телевизионное шоу «Плохая девушка Пека», которое продержалось на экранах совсем недолго, а также — главная роль в телесериале «Руперты» с Одрой Линдли в главной роли.
В последующие годы Маккормак продолжила свою актёрскую карьеру в основном во второстепенных ролях на телевидении, и лишь изредка появляясь в большом кино. При этом она уже не использовала своё детское имя Патти, а значилась как Патриша Маккормак. Среди её работ последующие лет роли в телесериалах «Даллас», «Она написала убийство», «Клан Сопрано», «Частный детектив Магнум», «Спасатели Малибу» и «Отчаянные домохозяйки».
С 1967 по 1973 год актриса была замужем за итало-американским ресторатором Бобом Катания, от которого родила двоих детей.
Одной из последних на данный момент ролей актрисы является Пэт Никсон в фильме «Фрост против Никсона» (2008). Её вклад в киноиндустрию США отмечен звездой на голливудской «Аллее славы» на углу Голливуд-бульвар и Вайн-стрит.

## Избранная фильмография
| Год       |    | Русское название            | Оригинальное название        | Роль                            |
| --------- | -- | --------------------------- | ---------------------------- | ------------------------------- |
| 1951      | ф  | Жених возвращается          | Here Comes the Groom         | сирота                          |
| 1956      | ф  | Дурная кровь                | The Bad Seed                 | Рода Пенмарк                    |
| 1957      | ф  | Отдать всё, что есть у меня | All Mine to Give             | Аннабелль Юнсон                 |
| 1957      | мф | Снежная королева            | Снежная королева             | Маленькая разбойница            |
| 1962—1963 | с  | Сыромятная плеть            | Rawhide                      | Сара Хиггинс / Джули Кеннон     |
| 1974      | с  | Улицы Сан-Франциско         | The Streets of San Francisco | Джилл Камерон Лоренс            |
| 1974—1975 | с  | Доктор Маркус Уэлби         | Marcus Welby, M.D.           | доктор Ньюман / Мэрилин Брайсон |
| 1975      | ф  | Жук                         | Bug                          | Сильвия Росс                    |
| 1978      | с  | Лодка любви                 | The Love Boat                | Бет Доналдсон                   |
| 1981—1982 | с  | Даллас                      | Dallas                       | Эвелин Майклсон                 |
| 1982      | с  | Частный детектив Магнум     | Magnum, P.I.                 | Кэрол Болдуин                   |
| 1984      | с  | Отель                       | Hotel                        | Пола                            |
| 1984      | тф | Приглашение в Ад            | Invitation to Hell           | Мэри Питерсон                   |
| 1984      | с  | Ремингтон Стил              | Remington Steele             | Вера Вудман                     |
| 1987—1988 | с  | Она написала убийство       | Murder, She Wrote            | Кэтлин Чедвик / Лана Уитман     |
| 1989      | с  | Кошмары Фредди              | Freddy’s Nightmares          | Эстония «Стоуни» Адлер          |
| 1992      | с  | Пустое гнездо               | Empty Nest                   | Фрэн                            |
| 1995      | ф  | Мамочка                     | Mommy                        | мамочка                         |
| 1997      | с  | Спасатели Малибу            | Baywatch                     | Роуз О’Хара                     |
| 2000      | с  | Скорая помощь               | ER                           | миссис Дуайер                   |
| 2000—2006 | с  | Клан Сопрано                | The Sopranos                 | Лиз Ла Серва                    |
| 2004      | с  | Детектив Раш                | Cold Case                    | Мэвис Брин                      |
| 2004      | ф  | Месть мертвецов             | Shallow Ground               | Хелен Риди                      |
| 2005      | с  | Полиция Нью-Йорка           | NYPD Blue                    | Джинни Уайатт                   |
| 2005      | с  | Анатомия страсти            | Grey’s Anatomy               | Ребекка Франклин                |
| 2005      | с  | Красавцы                    | Entourage                    | риелтор                         |
| 2005      | с  | Мыслить как преступник      | Criminal Minds               | Марша Гордон                    |
| 2006      | ф  | Забытая во тьме             | Left in Darkness             | бабушка                         |
| 2008      | с  | Акула                       | Shark                        | Мэри Белкин                     |
| 2008      | ф  | Фрост против Никсона        | Frost/Nixon                  | Пэт Никсон                      |
| 2009      | с  | Частная практика            | Private Practice             | Синтия                          |
| 2009      | с  | Университет                 | Greek                        | Джоан                           |
| 2010      | с  | Отчаянные домохозяйки       | Desperate Housewives         | Тереза Прюитт                   |
| 2012      | с  | Главный подозреваемый       | Prime Suspect                | Лиллиан Даффи                   |
| 2012      | с  | Благочестивые стервы        | Good Christian Belles        | Чесси                           |
| 2012      | ф  | Мастер                      | The Master                   | Милдред Драммонд                |
| 2012      | с  | Сверхъестественное          | Supernatural                 | Элеанор Холмс / Бетси           |
| 2012      | с  | Скандал                     | Scandal                      | Энни Пирс                       |
| 2013—2015 | с  | Зои Харт из южного штата    | Hart of Dixie                | Сильви Стивенс-Уилкс            |
| 2017      | с  | Ранчо                       | The Ranch                    | Шарлин                          |
| 2017      | с  | Шанс                        | Chance                       | Эми Деббс                       |
| 2017      | с  | Стэн против сил зла         | Stan Against Evil            | Присцилла Атертон               |
| 2018      | с  | Главный госпиталь           | General Hospital             | доктор Моника Куотермейн        |
| 2020      | с  | Гавайи 5.0                  | Hawaii Five-0                | Табита Мэй                      |